# Frankfurt-Eschersheim
Eschersheim is een stadsdeel van Frankfurt am Main. Het stadsdeel ligt in het noorden van Frankfurt. Eschersheim is met ongeveer 14.000 inwoners een middelgroot stadsdeel van Frankfurt.

## Geboren
- Friedrich Wöhler (1800-1882), scheikundige

Altstadt · Bahnhofsviertel · Bergen-Enkheim · Berkersheim · Bockenheim · Bonames · Bornheim · Dornbusch · Eckenheim · Eschersheim · Fechenheim · Flughafen · Frankfurter Berg · Gallus · Ginnheim · Griesheim · Gutleutviertel · Harheim · Hausen · Heddernheim · Höchst · Innenstadt · Kalbach-Riedberg · Nied · Nieder-Erlenbach · Nieder-Eschbach · Niederrad ·  Niederursel · Nordend · Oberrad · Ostend · Praunheim · Preungesheim · Riederwald · Rödelheim · Sachsenhausen · Schwanheim · Seckbach · Sindlingen · Sossenheim · Unterliederbach · Westend · Zeilsheim